# 김동하 (1939년)
김동하(金東河, 1939년 2월 2일 ~ )는 대한민국의 제1·2대 부산광역시 동구의원이었다.

## 학력
- 영남대학교 기계공학과 3년 수료
- 동아대학교 경영대학원 최고경영자과정 2년 수료
- 부산대학교 행정대학원 최고행정관리자과정 6개월 수료

## 경력
- 성동중학교 육성회 이사
- 남성여자고등학교 육성회 이사
- 국제라이온스 부산서면클럽 이사
- 세화골목유치원 회장
- 수정골목유치원 회장
- 부산시 동구 수정3동 개발위원
- 부산시 동구 수정3동 자문위원
- 부산시 동구 수정3동 승공회 운영위원
- ㈜대보상사 대표
- 보성공업주식회사 대표이사
- 한국국민당 부산시 제1선거구 지구당 운영위원
- 망양파출소 자율방범대 고문
- 민주평화통일자문회의 자문위원
- 금강불교대학 총학생회 회장
- 1991.04 ~ 1995.06 제1대 부산직할시 동구의회 의원
- 1991.04 ~ 1993.06 제1대 부산직할시 동구의회 전반기 총무위원회 위원
- 1993.07 ~ 1995.06 제1대 부산직할시 동구의회 후반기 사회도시위원회 위원
- 1993.07 ~ 1995.06 제1대 부산직할시 동구의회 후반기 예산결산특별위원회 위원
- 부산광역시 자동차정비사업조합 이사
- 민주평화통일정책자문회의 자문위원
- 제14회 아시안게임 추진위원회 대의원
- 민주자유당 부산시당 동구 부위원장
- 부산시 동구 수정3동 자율방범 위원
- 부산시 동구 수정3동 청년회 고문
- 부산시 동구 수정3동 새마을협의회 고문
- 부산시 동구 수정3동 동정자문위원회 위원장
- 부산시 동구 수정3동 장학회 회장
- 1995.07 ~ 1998.06 제2대 부산광역시 동구의회 의원
- 1995.07 ~ 1996.12 제2대 부산광역시 동구의회 전반기 총무위원회 위원
- 1995.07 ~ 1996.12 제2대 부산광역시 동구의회 전반기 의회운영위원회 위원
- 1995.07 ~ 1996.12 제2대 부산광역시 동구의회 전반기 예산결산특별위원회 위원
- 1997.01 ~ 1998.06 제2대 부산광역시 동구의회 후반기 사회도시위원회 위원
- 1997.01 ~ 1998.06 제2대 부산광역시 동구의회 후반기 예산결산특별위원회 위원

## 역대 선거 결과
|  | 0% |

|  | 51.3% |

|  | 41.25% |

|  | 29.84% |